# Pterocephalus glandulissimus
Pterocephalus glandulissimus är en tvåhjärtbladig växtart som beskrevs av Jiří Ponert. Pterocephalus glandulissimus ingår i släktet Pterocephalus och familjen Dipsacaceae. Inga underarter finns listade i Catalogue of Life.